# وزن الموهبة الهائل الذي لا يطاق
وزن الموهبة الهائل الذي لا يطاق (بالإنجليزية: The Unbearable Weight of Massive Talent)‏ هو فيلم أكشن كوميدي أمريكي لعام 2022 من بطولة نيكولاس كيج، بيدرو باسكال، شارون هورجان، آيك بارينهولتز، نيل باتريك هاريس وتيفاني هاديش.

## روابط خارجية
- وزن الموهبة الهائل الذي لا يطاق على موقع IMDb (الإنجليزية)
- وزن الموهبة الهائل الذي لا يطاق على موقع ميتاكريتيك (الإنجليزية)
- وزن الموهبة الهائل الذي لا يطاق على موقع روتن توميتوز (الإنجليزية)
- وزن الموهبة الهائل الذي لا يطاق على موقع ألو سيني (الفرنسية)
- وزن الموهبة الهائل الذي لا يطاق على موقع أول موفي (الإنجليزية)
- وزن الموهبة الهائل الذي لا يطاق على موقع فيلمافينيتي (الإسبانية)
- وزن الموهبة الهائل الذي لا يطاق على موقع قاعدة بيانات الأفلام السويدية (السويدية)
- وزن الموهبة الهائل الذي لا يطاق على موقع قاعدة بيانات الفيلم (الإنجليزية)
- وزن الموهبة الهائل الذي لا يطاق على موقع ليتربوكسد (الإنجليزية)
- وزن الموهبة الهائل الذي لا يطاق على موقع كينوبويسك (الروسية)